# Дзоригту-хан
Есудэр Дзоригту-хан (1358—1391) — великий хан Северной Юань (1388—1391). Согласно Саган-Сэцэну, Дзоригту-хан был преемником Усхал-хана, второго сына последнего императора династии Юань Тогон-Тэмура. Являлся потомком Ариг-Буги.

## Биография
В 1388 году Есудэр разбил в бою монгольского хана Усхал-хана, который погиб вместе со своим старшим сыном. При поддержке ойратских тайшей Есудэр занял ханский престол под именем Дзоригту-хана. В 1391 году в Монголию вторглась огромная китайская армия, которая захватила множество пленных и огромное количество рогатого скота.